# Reset (serial dokumentalny)
Reset – polski serial dokumentalny opisujący polską politykę zagraniczną w latach 2007-2015, w szczególności z kierunku przemian w relacjach polsko-rosyjskich określanych mianem "resetu".
Autorami cyklu są Michał Rachoń i Sławomir Cenckiewicz. Widzowie mieli poznać wyniki analiz dokumentów z publicznych polskich i zagranicznych archiwów, a także zdjęcia, nagrania oraz wywiady.
Premiera pierwszego odcinka odbyła się 12 czerwca 2023. Wyemitowano łącznie siedemnaście odcinków (w tym dwa specjalne) w dwóch sezonach. Ostatni odcinek wyemitowano 17 października 2023.
S. Cenckiewicz i M. Rachoń za stworzenie serialu Reset otrzymali nagrodę Klubów „Gazety Polskiej” za rok 2023.

## Kontrowersje

### Sławomir Cenckiewicz

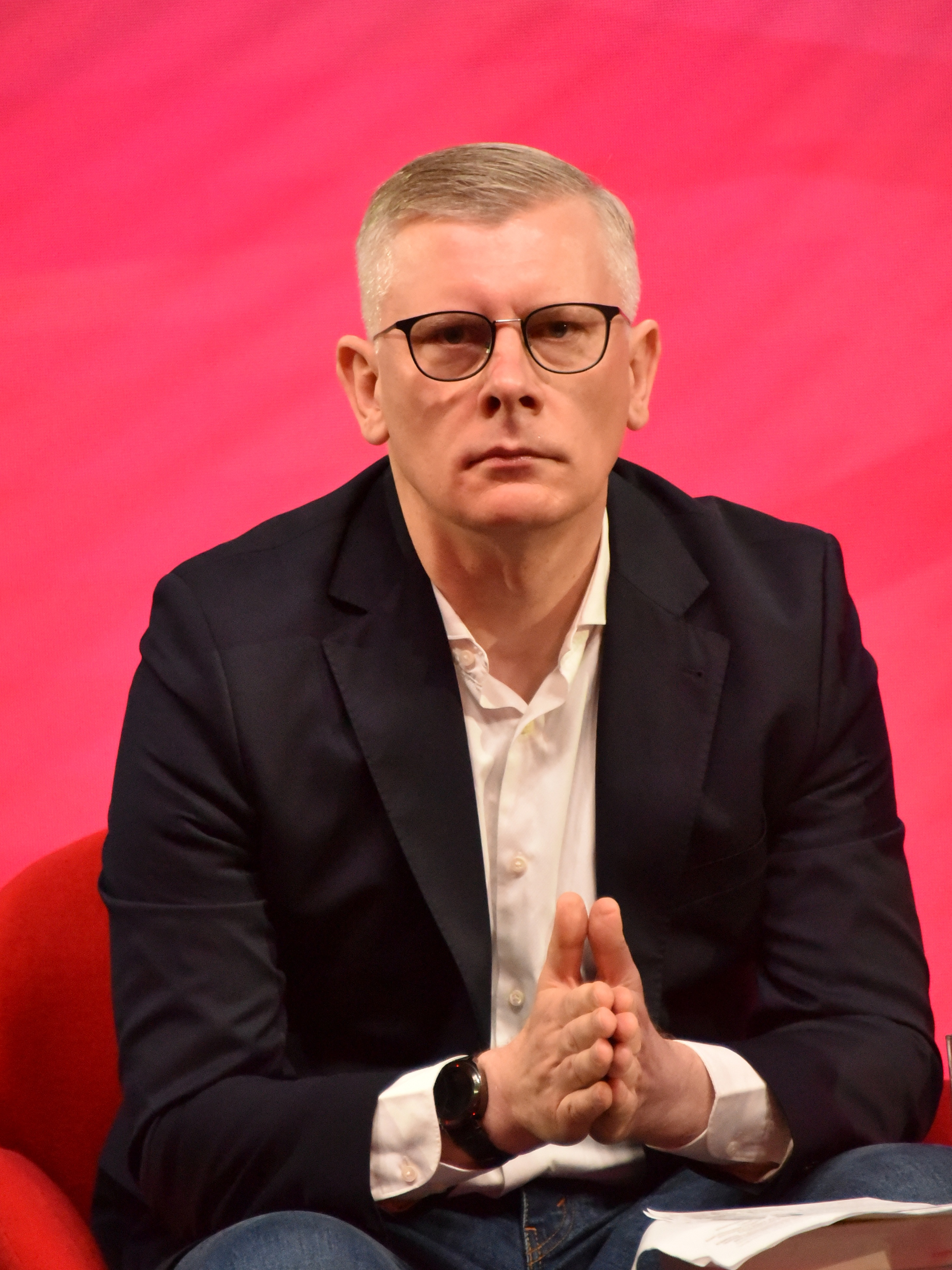
Sławomir Cenckiewicz (2023)

Sławomir Cenckiewicz został zatrudniony na pół etatu w Biurze Archiwum i Zarządzania Informacją MSZ - jak sam okreśił, w celu "korzystania z materiałów MSZ bez wykonywania kwerend przez pośredników archiwistów po Moskiewskim Państwowym Instytucie Stosunków Międzynarodowych". Rozwiązanie to było krytykowane przez polityków opozycji jako zatrudnienie mające na celu opłacenie "szukania haków" na politycznych rywali PiS. Następnie odnajdywane materiały ujawniano w programie. 
Sławomir Cenckiewicz był w trakcie emisji programu równocześnie przewodniczącym Państwowej Komisji do spraw badania wpływów rosyjskich na bezpieczeństwo wewnętrzne Rzeczypospolitej Polskiej w latach 2007–2022, powstałej na bazie tzw. 'lex anty-Tusk".  
Sławomir Cenckiewicz zapowiedział powstanie książki na podstawie zgromadzonych i przedstawionych w serialu Reset archiwalnych dokumentów

### Krytyka uczestników produkcji
Część rozmówców wypowiadających się w pierwszym sezonie serialu była zaskoczona jego formą i twierdziła, że została wprowadzona w błąd co do tematyki, formy produkcji oraz prezentowanego punktu widzenia. Niektórzy z rozmówców wypowiadających się w serialu odcięli się od produkcji.
Wieloletni dziennikarz oraz redaktor The Economist Edward Lucas zażądał usunięcia swoich wypowiedzi z produkcji po jej emisji, wskazując na ich wyrwanie z kontekstu oraz zmianę ich znaczenia. Amerykański finansista Bill Browder, którego słowa wykorzystano w serialu do ataku na Radosława Sikorskiego wskazał, że jest rozczarowany produkcją serialu i jest on niezgodny z jego podejściem do sytuacji.

### Krytyka opinii publicznej
Media związane z ówczesną opozycją (m. in Gazeta Wyborcza, Newsweek Polska) podkreślały, że produkcja jest ściśle propagandowa i jej wyłącznym celem jest wsparcie uderzającej w podobną tematykę kampanii partii rządzącej przed zbliżającymi się wyborami parlamentarnymi. Program był wychwalany przez media powiązane z partią rządzącą (m.in. Sieci oraz Gazeta Polska Codziennie).  
W czerwcu 2023 po emisji pierwszych odcinków serialu do Krajowej Rady Radiofonii i Telewizji zaczęły wpływać skargi od widzów dotyczące wykorzystywania w serialu drastycznych zdjęć, braku obiektywizmu i manipulacji. 
Pierwszy odcinek produkcji został poddany analizie przez OKO.press, który wykazał użycie w nim co najmniej dziesięciu technik propagandowych. 

### Utajnienie kosztów
Telewizja utajniła informacje dotyczące kosztów produkcji oraz wynagrodzenia autorów - utrzymując, że jest to "koszt podobny do innych produkcji tego typu". Parlamentarzysta Nowej Lewicy, Tomasz Trela, stwierdził że autorzy filmu mogą fałszować pokazywane w serialu dokumenty, co ma umożliwiać ogromny budżet produkcji. W odpowiedzi Telewizja Polska oraz autorzy serialu zagrozili Treli pozwem sądowym i ostatecznie złożyli pozew wobec polityka.

### Promocja i dystrybucja produkcji
Serial spotkał się z bardzo silną promocją na antenach Telewizji Polskiej - towarzyszyły mu debaty na antenie TVP Info oraz spoty promocyjne. Fragmenty serialu w formie powtórkowej emitowano codziennie na antenie TVP Info od końca października 2023 roku. TVP zleciła również tłumaczenie serialu na język angielski, niemiecki i rosyjski, wielokrotnie powtarzała produkcję, a w usłudze TVP GO powstał przekaz emitujący w pętli odcinki serialu. Ponadto przygotowano radiową wersję programu emitowaną w radiowej Jedynce.  
20 grudnia 2023 serial został usunięty z platformy TVP VOD po przejęciu kontroli nad spółką TVP przez władze powołane przez ministra Bartłomieja Sienkiewicza z rządu Donalda Tuska. Następnie Rachoń zapowiedział produkcję trzeciego sezonu produkcji, który ma pojawić się na antenie Telewizji Republika - emitującej już wcześniej odcinki serialu.  

## Lista odcinków
Sezon 1
- Początek[28] (premiera 12.06.2023)
- Podróż do Moskwy[29] (premiera 19.06.2023)
- Dokumenty z Waszyngtonu[30] (premiera 26.06.2023)
- Bukareszt – droga do wojny[31] (premiera 3.07.2023)
- Gruzja – strzały do prezydentów[32] (premiera 10.07.2023)
- Westerplatte: od Lizbony do Władywostoku[33] (premiera 17.07.2023)
- Podsumowanie pierwszego sezonu[34] (premiera 24.07.2023)

Sezon 2
- Handel Katyniem[36] (premiera 22.08.2023)
- Smoleńsk – oddane dowody[37] (premiera 29.08.2023)
- Reset na pogrzebie[38] (premiera 5.09.2023)
- Prezydent resetu[39] (premiera 12.09.2023)
- Linia Wisły[40] (premiera 19.09.2023)
- Dajcie człowieka[41] (premiera 26.09.2023)
- Zgoda[42] (premiera 3.10.2023)
- FSB w Polsce[43] (premiera 10.10.2023)
- Reset na gazie[44] (premiera 17.10.2023)
- Reset extra[45] (premiera 17.10.2023)